# Nagia
Nagia är ett släkte av fjärilar. Nagia ingår i familjen nattflyn.

## Dottertaxa tillNagia, i alfabetisk ordning[1]
- Nagia accolytis
- Nagia amplificans
- Nagia dentiscripta
- Nagia ecclesiastica
- Nagia episcopalis
- Nagia evanescens
- Nagia godfreyi
- Nagia gravipes
- Nagia griveaudi
- Nagia hieratica
- Nagia homotima
- Nagia homotona
- Nagia leucocelis
- Nagia linteola
- Nagia megaruna
- Nagia melipotica
- Nagia microsema
- Nagia monastica
- Nagia monosema
- Nagia natalensis
- Nagia pilipes
- Nagia promata
- Nagia proselytis
- Nagia pseudonatalensis
- Nagia robinsoni
- Nagia runa
- Nagia sacerdotis
- Nagia sthenistica
- Nagia subalbida
- Nagia subterminalis
- Nagia syba
- Nagia vadoni